# Viévigne
Viévigne település Franciaországban, Côte-d’Or megyében. Lakosainak száma 252 fő (2022. január 1.). Viévigne Bèze, Beire-le-Châtel, Noiron-sur-Bèze és Tanay községekkel határos.

## Népesség
A település népessége az elmúlt években az alábbi módon változott:
| Lakosok száma | 159  | 139  | 171  | 211  | 221  | 232  | 259  | 269  | 271  | 252  |
|               | 1968 | 1982 | 1990 | 2006 | 2013 | 2015 | 2017 | 2019 | 2020 | 2022 |